# Онуфрий (иконописец)
Онуфрий (алб. Onufri, греч. Ονούφριος) или Онуфриос из Неокастро — иконописец и живописец-монументалист, творивший в XVI веке на территории центральной и южной Албании и юго-западной Македонии. Его работы характеризуются пост-византийским и венецианским влияниями. Он также писал портреты, пейзажи и расписывал церкви.

## Биография
Мало что известно достоверно о жизни Онуфрия, о его существовании стало известно только в начале XX века. Онуфрий, как полагают, родился в начале XVI века или в области Берат (в Албании) или вблизи Касторьи или Гревены (на севере сегодняшней Греции), а его этническое происхождение: албанское, болгарское или греческое, является спорным среди учёных. Его работы были подписаны с названием «Протопапас» (греч. Πρωτόπαππας).
Сын Онуфрия — Никола, также был иконописцем.

## Память
Национальный музей икон Онуфрия был открыт в помещении церкви «Сон Девы Марии» в крепости Берат 27 февраля 1986 года.